# Eupheme (vệ tinh)
Eupheme /juːˈfiːmiː/, hay còn gọi là Jupiter LX, ban đầu được gọi là S/2003 J 3, là một vệ tinh tự nhiên của Sao Mộc, có đường kính 2 km.

## Khám phá
Nó được bởi đội các nhà thiên văn từ Đại học Hawaii dẫn đầu bởi Scott S. Sheppard vào năm 2003..Sau khi được khám phá vào năm 2003 thì nó đã biến mất. Tuy nhiên nó đã được khám phá lại vào năm 2017 và được đặt tên chỉ định vĩnh viễn vào năm đó.

## Tên gọi
Nó được đặt tên vào năm 2019 theo tên Eupheme, vị thần Hy Lạp cổ đại bao hàm những lời nói tốt lành, ca ngợi, tung hô, tiếng reo hò của chiến thắng và tiếng vỗ tay, con gái của Hephaestus và Aglaea, và là cháu gái của thần Zeus. Tên được gợi ý bởi người dùng Twitter Lunartic (@iamalunartic) trong một cuộc thi đặt tên do Viện Carnegie tổ chức trên mạng xã hội, người đồng thời giúp đặt tên cho một vệ tinh Jovian khác là Philophrosyne.

## Quỹ đạo
Eupheme quay quanh Sao Mộc với một khoảng cách trung bình 19,622 Mm trong 628,06  ngày, ở một độ nghiêng quỹ đạo 146° so với mặt phẳng hoàng đạo (146° tới xích đạo của Sao Mộc), trong một chuyển động theo chiều kim đồng hồ và với một độ lệch tâm là 0,2507. Nó thuộc về nhóm Ananke, gồm các vệ tinh chuyển động nghịch hành xung quanh Sao Mộc từ 19,3 đến 22,7 Gm, ở các độ nghiêng quỹ đạo khoảng 150°.